# 马来西亚橡胶研究院站
RRI站位於马来西亚雪兰莪双溪毛糯，是巴生谷布城线的其中一个规划高架捷运车站，目前该站为保留车站，RRI是马来西亚橡胶研究院的简写，因本站位置原为马来西亚橡胶研究院。